# オビ島
オビ島（オビとう、Obi island）は、インドネシア、モルッカ諸島の北部にある島で、ハルマヘラ島の南方に位置するオビ諸島の主島。
長さ84km、幅 45kmと東西に長く、面積2769平方キロメートル、人口約6000人。

## 地理
北はオビ海峡、南はセラム海、西はモルッカ海に面し、周辺のオビラツ島、ビサ島とともにオビ諸島を形成。一年中微風が南西方向に吹く。最高点は標高 1611mで、東部にわずかな平地があるだけで全島山がちな地形をなし、密林に覆われている。主産物はサゴヤシ、籐、香料、天然樹脂で、開発は後れている。
集落はすべて沿岸部に立地しており、主な町は北岸の港町ライウイ。